# 1909-es argentin labdarúgó-bajnokság (első osztály)
Az 1909-es Primera División volt a 18. alkalommal megrendezett, legmagasabb szintű labdarúgó-bajnokság Argentínában.
A címvédő a Belgrano volt. A bajnokságot az Alumni csapata nyerte meg, a bajnokság történetében nyolcadjára.

## Tabella
| Hely. | Csapat           | M  | Gy | D | V  | G+ | G– | Gk  | P  | Továbbjutás vagy kiesés |
| ----- | ---------------- | -- | -- | - | -- | -- | -- | --- | -- | ----------------------- |
| 1.    | Alumni (B)       | 18 | 15 | 2 | 1  | 74 | 19 | +55 | 32 | Bajnokcsapat            |
| 2.    | River Plate      | 18 | 11 | 2 | 5  | 35 | 26 | +9  | 24 |                         |
| 3.    | Quilmes          | 18 | 8  | 4 | 6  | 36 | 39 | −3  | 20 |                         |
| 4.    | Estudiantes (BA) | 18 | 8  | 3 | 7  | 40 | 31 | +9  | 19 |                         |
| 5.    | Belgrano         | 18 | 6  | 6 | 6  | 36 | 35 | +1  | 18 |                         |
| 6.    | San Isidro       | 18 | 7  | 3 | 8  | 33 | 27 | +6  | 17 |                         |
| 7.    | Porteño          | 18 | 7  | 2 | 9  | 35 | 39 | −4  | 16 |                         |
| 8.    | Argentino (Q)    | 18 | 5  | 4 | 9  | 19 | 40 | −21 | 14 |                         |
| 9.    | Reformer (K)     | 18 | 3  | 6 | 9  | 21 | 42 | −21 | 12 | Kiesett                 |
| 10.   | Lomas (K)        | 18 | 1  | 6 | 11 | 17 | 48 | −31 | 8  | Kiesett                 |